# سيستيليوماتوفورا
سيستيليوماتوفورا (بالإنجليزية: Systellommatophora)‏ هي رتبة من بطنيات القدم الهوائية تعيش في البيئات البرية والبحرية. هذه المجموعة من الرخويات تتبع لفرع الرخويات وتحمل خصائص خاصة تجعلها تختلف عن بطنيات القدم الأخرى.

## الوصف
تتميز سيستيليوماتوفورا بكونها بطنيات قدم تفتقر إلى الصدفة الخارجية أو تمتلك صدفة داخلية صغيرة. معظم أنواع هذه الرتبة هي رخويات برية تعيش في الأماكن الرطبة، وبعضها يعيش في البيئات البحرية، مثل أنواع من العائلات التي توجد في المناطق الساحلية.
واحدة من السمات المميزة لهذه المجموعة هي أنها تملك نظامًا تنفسيًا يعتمد على الرئة (مثل باقي بطنيات القدم الهوائية)، كما أن جسمها مغطى بمادة مخاطية تساعدها في الحركة وتقليل فقدان الرطوبة.

## التصنيف
تنقسم رتبة سيستيليوماتوفورا إلى العائلات التالية:
- عائلة فيريديليدي (Veronicellidae) – معروفة باسم رخويات الجلد

- عائلة أونيكيدي (Onchidiidae)